# Hamdane ben Mohammed Al Maktoum
Pour les articles homonymes, voir Al Maktoum (homonymie).
Titres
Vice-Premier ministre des Émirats arabes unis
Ministre de la Défense
Depuis le 14 juillet 2024
(8 mois et 10 jours)
Prince héritier de Dubaï
Depuis le 1er février 2008
(17 ans, 1 mois et 23 jours)
Vice-émir de Dubaï
4 janvier 2006 – 1er février 2008
(2 ans et 28 jours)
Cheikh Hamdan ben Mohammed Al Maktoum, né le 14 novembre 1982 à Dubaï aux Émirats arabes unis (en arabe : حمدان بن محمد بن راشد آل مكتوم), est depuis le 1er février 2008 le prince héritier de Dubaï. Depuis juillet 2024 il est ministre de la défense des Emirats arabes unis.  Il est aussi bien connu sous le nom de Fazza (فزاع ), sous lequel il publie ses poèmes, et qui signifie « celui qui vient en aide ».

## Jeunesse et études
Hamdan ben Mohammed Al Maktoum est le fils de Cheikh Mohammed ben Rachid Al Maktoum et Cheikha Hind bint Maktoum ben Jumaa Al Maktoum, épouse aînée de Mohammed. Il est le second fils des douze enfants du couple, et le quatrième de tous les enfants de son père. Son frère aîné, Rachid ben Mohammed Al Maktoum, est décédé en 2015, sept ans après que Hamdan a été désigné comme prince héritier.
Hamdan ben Mohammed a fréquenté l'École Rashid pour garçons à Dubaï, ensuite la Dubai School of Government. Il a poursuivi ses études au Royaume-Uni où il a obtenu son diplôme à Sandhurst puis à la London School of Economics (LSE).

## Rôles et postes
Il a été nommé président du Conseil exécutif de Dubaï en septembre 2006. Le 1er février 2008,  il est désigné prince héritier et s'entoure de nouveaux conseillers personnels et financiers tel que des économistes comme de la HN Capital LLP.  En juillet 2009, il est fait président de la Hamdan bin Mohammed Smart University.  Il est également président du Mohammed bin Rashid Establishment for Young Business Leaders, du Dubai Sports Council et du Dubai Autism Center. 
Il a fait partie de la délégation de Dubaï lorsqu'ils remportèrent les droits de tenir l'Exposition Universelle 2020. Pour célébrer, il se rendit quelques jours plus tard au sommet de Burj Khalifa y brandir le drapeau des EAU, photo qui fit le tour du monde. En 2011, il lance le prix international Hamdan de photographie.
En juillet 2024, dans le cadre d'un remaniement ministériel, il est nommé ministre de la Défense succédant ainsi à son père qui a occupé cette fonction depuis la fondation des EAU en 1971 jusqu'à ce que son fils le remplace le 14 juillet 2024.

## Vie personnelle
Le compte Instagram du prince héritier sur les réseaux sociaux compte 13 millions d'abonnés, en date de janvier 2022.  
Hamdan al Maktoum est un cavalier, un parachutiste et un adepte de la plongée en apnée. Il est l'auteur de poèmes romantiques, patriotiques ou concernent la famille, dans la tradition Nabati. Il écrit sous le pseudonyme de Fazza (فزاع) et écrit ses poèmes dans le dialecte du golfe. Il est aussi éleveur, ainsi que courseur pour les écuries Godolphin. Il est membre de Royal Ascot en Angleterre.
Cheikh Hamdan a obtenu une médaille d'or en sport hippique aux Jeux asiatiques et a remporté l'épreuve d'endurance en individuel aux Jeux équestres mondiaux 2014 en Normandie. Il a remporté l'or en équipe en 2012, ainsi que le bronze en 2010.  Il a dirigé une équipe de cinq courseurs émiratis aux Championnats de Samorin le 17 septembre 2016.
Le prince de Dubaï est marié depuis mai 2019 à Cheikha bint Saïd ben Thani Al Maktoum et père de jumeaux nés le 20 mai 2021. Ils ont eu un autre fils, Mohammed, le 25 février 2023. Le 22 mars 2025, une petite fille prénommée Hind vient agrandir la famille.

## Titres et distinctions

### Titulature
- 14 novembre 1982 - 4 janvier 2006 : Cheikh Hamdan ben Mohammed Al Maktoum ;
- 4 janvier 2006 - 1er février 2008 : Son Excellence Cheikh Hamdan ben Mohammed Al Maktoum ;
- 1er février 2008 - présent : Son Altesse Cheikh Hamdan ben Mohammed Al Maktoum, prince Héritier de Dubaï.

### Décorations
- Ordre du Mérite Civil (Royaume d'Espagne, 23 mai 2008).
- Cannes Award for Education en reconnaissance de son rôle dans le domaine de l'éducation au Moyen-Orient et Afrique du Nord (MENA), et pour la direction de la Hamdan Bin Mohammed Smart University.

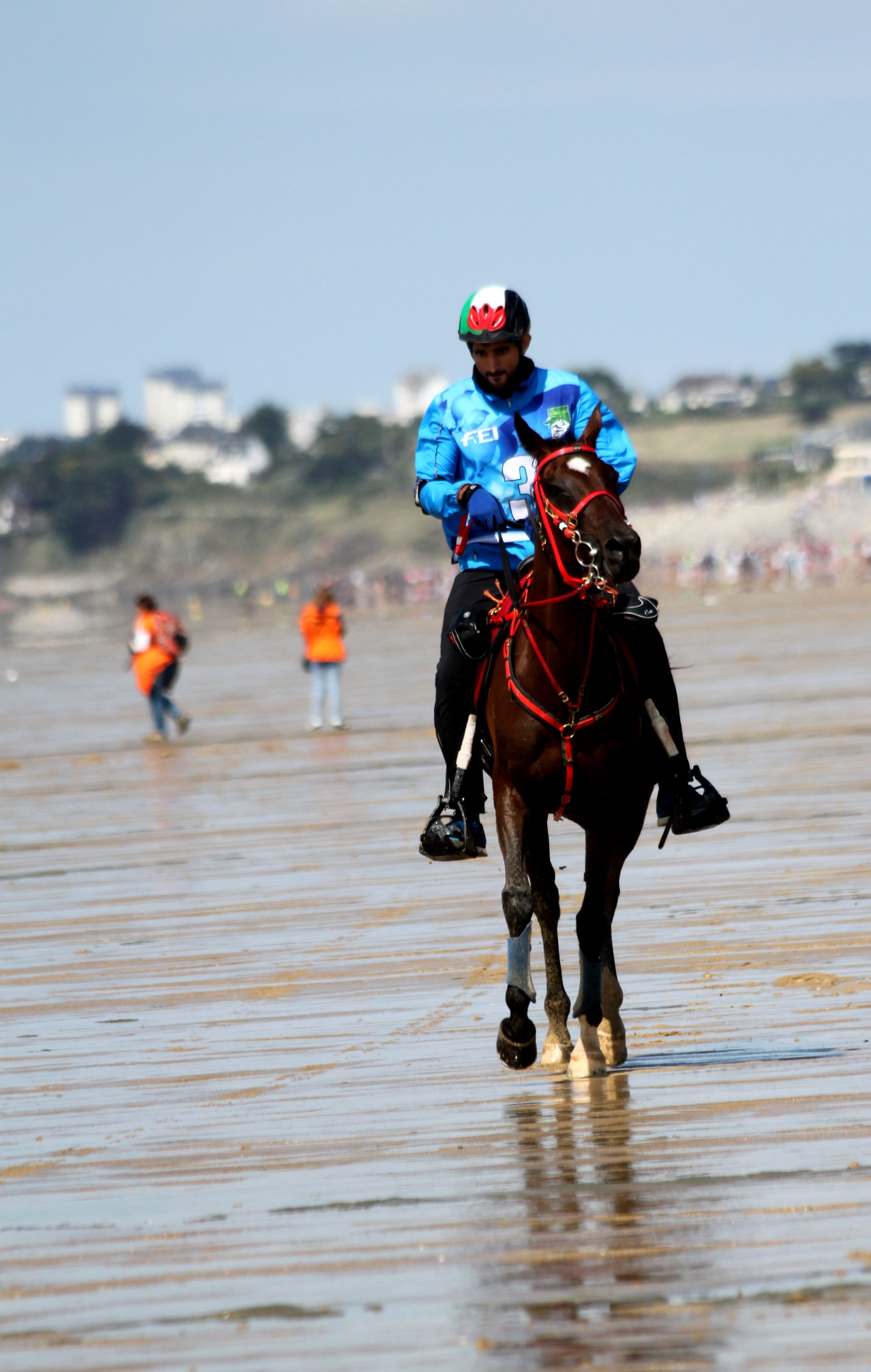
Cheikh Hamdan lors de l'épreuve d'endurance des Jeux équestres mondiaux de 2014 en Normandie.

## Fortune
Hamdan al Maktoum est à la tête d'une fortune personnelle évaluée à 550 millions de dollars.